# Хичкок, Альберт Спир
А́льберт Спир Хи́чкок (англ. Albert Spear Hitchcock, при рождении — Дженнингс (Jennings); 1865—1935) — американский ботаник, специалист по злаковым растениям. Во многом благодаря ему в Международный кодекс ботанической номенклатуры было введено требование об указании номенклатурного типа таксона.

## Биография
Альберт Спир Дженнингс (Хичкок) родился 4 ноября 1865 года в небольшом городе Овоссо в штате Мичиган. С 1885 по 1889 год учился в Колледже штата Айова, расположенном в городе Эймз, где получил последовательно три учёные степени — бакалавра, магистра и доктора философии. В 1889—1891 жил в Сент-Луисе. Затем, до 1901 года, Хичкок на протяжении десяти лет работал профессором ботаники в Колледже штата Канзас в Манхеттене.
С 1901 года до своей смерти Альберт Спир работал агростологом в Министерстве сельского хозяйства (USDA). Несколько лет он также был главой Номенклатурного комитета Ботанического общества Америки.
Хичкок умер 16 декабря 1935 года на борту парохода SS. City of Norfolk во время возвращения в США после посещения Амстердамского ботанического конгресса.
Основной гербарий, библиотека и многочисленные рукописи Хичкока были переданы Смитсоновскому институту (US). Часть более ранних образцов хранятся в Ботаническом саду Миссури в Сент-Луисе (MO).

## Некоторые научные работы
- Hitchcock, A.S.; Chase, M.A. (1910) The North American species of Panicum. 396 p.
- Hitchcock, A.S. (1914). A text-book of grasses. 276 p.
- Hitchcock, A.S.; Standley, P.C. (1919). Flora of the District of Columbia and vicinity. 329 p.
- Hitchcock, A.S. (1920). The genera of grasses of the United States. 307 p.
- Hitchcock, A.S. (1925). Methods of descriptive systematic botany. 216 p.
- Hitchcock, A.S. (1935). Manual of the grasses of the United States. 1040 p.
- Hitchcock, A.S. (1936). Manual of the grasses of the West Indies. 439 p.

## Роды растений, названные в честь Хичкока
- Hitchcockella A.Camus, 1925